# Estación de Tembleque
Tembleque es una estación ferroviaria situada en el municipio español de Tembleque en la provincia de Toledo, comunidad autónoma de Castilla-La Mancha. Dispone de servicios de Media Distancia operados por Renfe. Cumple también funciones logísticas.

## Situación ferroviaria
Las instalaciones se encuentran situadas en el punto kilométrico 101,1 de la línea férrea de ancho ibérico Madrid-Valencia, a 646 metros de altitud, entre las estaciones de Huerta de Valdecarábanos y de El Romeral. El tramo es de vía doble y está electrificado.

## Historia
La estación fue inaugurada el 12 de septiembre de 1853 con la apertura del tramo Aranjuez-Tembleque de la línea férrea entre Madrid y Almansa que prolongaba el trazado original entre Madrid y Aranjuez y que tenía por objetivo final llegar a Alicante. Fue construida por parte de la Compañía del Camino de Hierro de Madrid a Aranjuez que tenía a José de Salamanca como su principal impulsor. El 1 de julio de 1856 José de Salamanca, que se había unido con la familia Rothschild y con la compañía du Chemin de Fer du Grand Central obtuvieron la concesión de la línea Madrid-Zaragoza que unida a la concesión entre Madrid y Alicante daría lugar al nacimiento de la Compañía de los Ferrocarriles de Madrid a Zaragoza y Alicante o MZA. En 1941 la nacionalización de ferrocarril en España supuso la integración de MZA en la recién creada RENFE.
Desde el 31 de diciembre de 2004 Renfe Operadora explota la línea mientras que Adif es la titular de las instalaciones ferroviarias.

## La estación

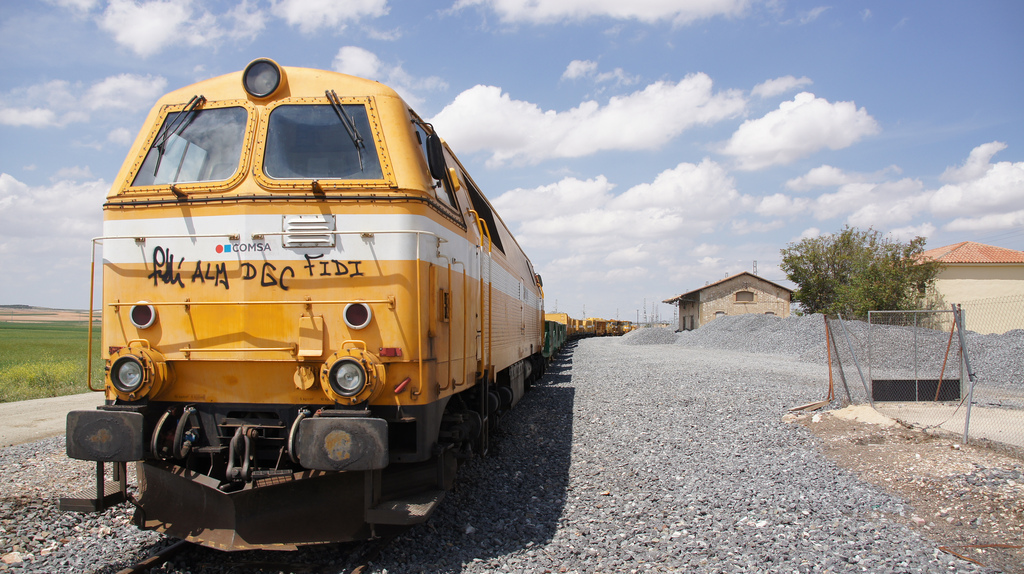
Tren de mercancías en la Estación de Ferrocarril de Tembleque (Toledo) España.

La estación se encuentra al norte del núcleo urbano, a casi tres kilómetros del mismo. El edificio actual es una estructura de base rectangular y dos alturas con disposición lateral a las vías, encontrándose bien conservado. 
Posee dos vías principales (vía 1 y 2), una vía derivada (vía 3) y tres vías muertas (vías 4, 6 y 8). Estas últimas no están electrificadas ni telemandadas. Dispone de dos andenes uno lateral y otro central. El cambio de uno a otro se realiza gracias a un paso a nivel. 
Posee un aparcamiento con una plaza específica para usuarios con minusvalía.

## Servicios ferroviarios

### Media Distancia
Los servicios de Media Distancia que ofrece Renfe gracias a trenes MD tienen como principales destinos Madrid, Albacete y Alcázar de San Juan.
La oferta de trenes es limitada, puesto que únicamente efectúan parada un convoy diario a Madrid y otro a Alcázar de San Juan y Albacete.
| Línea MD | Trenes | Origen/Destino   |  | Destino/Origen               |
| -------- | ------ | ---------------- |  | ---------------------------- |
| 57       | MD     | Madrid-Chamartín |  | Alcázar de San Juan Albacete |